# The Shape I'm In
«The Shape I'm In» es una canción del grupo norteamericano The Band, publicado en el álbum de estudio Stage Fright (1970). La canción fue compuesta por Robbie Robertson e incluye referencias explícitas al temor por el estado de Richard Manuel, el principal cantante del grupo, que estaba atravesando una mal etapa debido a sus problemas con el alcohol. El grupo interpretó a menudo la canción en directo, y apareció en los álbumes en directo Rock of Ages, Before the Flood y The Last Waltz. 
Junto con «The Weight», es una de las canciones de The Band más versionadas por otros artistas, entre los que se incluyen Bo Diddley, The Good Brothers, The Mekons, The Pointer Sisters, She & Him y Marty Stuart.
La canción fue también publicada como cara B del sencillo «Time to Kill», que alcanzó el puesto 62 en la lista de éxitos de Canadá. El sencillo incluyó la mezcla realizada por el ingeniero británico Glyn Johns: descontento con el trabajo inicial del ingeniero Todd Rundgren, el grupo mandó las cintas originales a Johns, y utilizaron la mayoría de su trabajo tanto en el álbum como en el sencillo.

## Personal
- Rick Danko: bajo y voz
- Levon Helm: batería
- Garth Hudson: órgano Lowrey
- Richard Manuel: piano
- Robbie Robertson: guitarra

## Posición en listas
| País   | Lista             | Posición |
| Canadá | RPM Singles Chart | 62       |